# Chaperiopsis hirsuta
Chaperiopsis hirsuta är en mossdjursart som beskrevs av Reverter-Gil, Souto och Fernández-Pulpeiro 2009. Chaperiopsis hirsuta ingår i släktet Chaperiopsis och familjen Chaperiidae. Inga underarter finns listade i Catalogue of Life.